# Gaïa (Asimov)
Pour les articles homonymes, voir Gaïa (homonymie).
Gaïa est une planète fictive imaginée par Isaac Asimov dans le cycle de Fondation. Ses habitants sont les Gaïens/Gaïennes.

## Genèse de Gaïa
Gaïa est une planète colonisée très tôt dans l'histoire de la formation de l'empire Galactique. On sait qu'elle a été peuplée de Spaciens, les habitants de la première vague de colonisation (voir le Cycle des robots). Ce sont les robots qui les ont « éduqués » : ils leur ont appris à se servir de pouvoirs mentaux. Ainsi, les habitants, livrés à eux-mêmes une fois les robots disparus, ont développé leurs nouveaux pouvoirs. Ils ont étendu leur champ d'application aux animaux, aux plantes, aux roches, et finalement à la planète tout entière.

## Fonctionnement de Gaïa
La planète dans son ensemble est vivante, et communique avec tous ses membres. L'individualité a disparu, et tous ses membres se présentent sous la forme : « Je/Nous/Gaïa ». De même, les décisions sont prises par toute la planète sans que l'on puisse trouver qui en est à l'origine. Il n'y a évidemment pas de conflit possible sur une telle planète. Toutes les informations de Gaïa depuis son développement sont conservées dans la mémoire collective, de sorte qu'aucune donnée n'est perdue. Les roches sont souvent mises à contribution pour ce travail, malgré le contact plus délicat à obtenir. Enfin, le climat de la planète est auto-régulé : chacun sait qu'il va pleuvoir à tel endroit à tel heure, car il y a besoin d'eau. On rejoint ici la conception finaliste des causes d'Aristote, et l'idée de Noosphère de Pierre Teilhard de Chardin[réf. nécessaire].

## Politique de Gaïa
On sait que Gaïa s'est tenue isolée de toute association, groupe. La planète n'a jamais signé aucun traité, et ne fit pas partie de l'empire. Pour autant, personne n'a jamais pris contact avec les Gaïens, ceux-ci créant une atmosphère mentale d'étrangeté et d'insolite aux planètes voisines. Les histoires de personnes qui sont parties à la recherche de cette planète pour la visiter sont nombreuses et s'accordent sur le même point : les explorateurs ne sont jamais revenus.

## Gaïa et la Fondation
Gaïa a pris connaissance du plan Seldon, et du nouvel empire qui se développerait. La planète sait en outre où se trouvent les membres de la seconde Fondation, car ils détectent leurs ondes mentales croissantes, relatives au développement des pouvoirs mentaux de ses membres. Gaïa a alors pris la décision de s'immiscer dans le plan Seldon. La planète possède une connaissance élevée de la psychohistoire, et ses pouvoirs sont beaucoup plus importants que ceux des membres de la seconde Fondation. Chaque Gaïen sert de relais à un tel pouvoir, et toute la puissance mentale de la planète se concentre en un seul individu. De plus, les modifications effectuées sur les esprits sont beaucoup trop ténues et indécelables pour être remarquées sans un examen attentif par un membre de la première et de la seconde Fondation.
Gaïa décide donc d'orienter le futur empire : la planète réduit les interférences du plan, causées en outre par le Mulet. Mais elle se demande quelle galaxie sera la plus apte à voir prospérer les êtres humains ? Celle de la Fondation, technologique et démocratique (donc potentiellement instable politiquement) ; le monde froid des psychohistoriens, qui se placent en maîtres de la galaxie, tirant les ficelles du pouvoir derrière la première Fondation ; ou une galaxie entière sur le modèle de Gaïa, vivante, reliée et unie. Pour répondre à cette question, la planète provoque une rencontre : par d'infimes ajustements, l'orateur membre de la seconde Fondation Stor Gendibal, le maire Branno de la première Fondation et Golan Trevize. C'est sur ce dernier que Gaïa fait porter son espoir : Trevize est doué d'une capacité d'intuition hors du commun et peut ainsi prendre des décisions en l'absence d'éléments significatifs. 
Gaïa demande donc l'arbitrage de la question à Trevize. Les trois parties (Première et Seconde Fondation, Gaïa) s'exprimant chacune à leur tour pour tenter de convaincre Trevize. Celui-ci fait finalement porter son choix sur le monde selon Gaïa, sans qu'il puisse l'expliquer. Cependant, Trevize se demande pourquoi il a fait ce choix, alors que les prévisions psychohistoriques du plan Seldon prévoient un avenir convenable basé sur les deux Fondations. La recherche de la réponse est l'objet de tout le dernier tome du Cycle de Fondation. Trevize part pour cela à la recherche de la Terre. À la fin du livre, il comprend son choix : le plan Seldon est basé sur les axiomes de la psychohistoire, dont la considération implicite, et peut-être fausse, d'une galaxie uniquement peuplée d'humains. Or, si un jour la galaxie était en contact avec des membres d'une autre galaxie, alors il y aurait sans doute des combats. Et si ces « hommes » étaient plus forts que nous ? Alors seule une cohésion de toute la population comme peut le proposer Gaïa nous permettrait de survivre et de lutter.

## Galaxia
Galaxia est le système galactique choisi par Golan Trevize dans Fondation Foudroyée, d'Isaac Asimov. Ce système a été opposé aux deux versions du Second Empire Galactique. Celui de la première Fondation reposait sur les armes et la domination technologique, à l'image du Premier Empire. Celui de la Seconde Fondation aurait été gouverné par les Seconds Fondateurs et la mentalique.
Galaxia est un tout unique, une conscience globale à l'échelle de la galaxie, où l'individu n'est rien de plus qu'une partie de cet ensemble, qui partage une conscience et des connaissances accessibles à n'importe quel individu ou être.
Ce système est celui choisi par Gaïa.